# Elumba
L’île Elumba est une île sur le fleuve Congo. Elle est située en République démocratique du Congo,  près de Yamonongeri, en amont de la confluence entre le fleuve et l’Itimbiri. L’île mesure près de 15 km en longueur.